# خانه ارباب (خلیل)
خانه تاریخی ارباب (ابراهیم خلیل خان) مربوط به دوره قاجار است و در شهرستان کاشان، بخش قمصر، شهر کامو، محله سرچشمه روبروی برج میرزاخان رضاقلی زاده واقع شده و این اثر در تاریخ ۲۸ اسفند ۱۳۸۵ با شمارهٔ ثبت ۱۸۷۷۸ به‌عنوان یکی از آثار ملی ایران به ثبت رسیده است.